# Wellington Fagundes
Wellington Antônio Fagundes (Rondonópolis, 1 de junho de 1957) é médico veterinário e político brasileiro. Filiado ao Partido Liberal, é Senador pelo estado de Mato Grosso, sendo líder do Bloco Moderador.

## Biografia
Wellington Antônio Fagundes nasceu em 1º de junho de 1957, no município de Rondonópolis. É médico veterinário, formado pela Universidade Federal de Mato Grosso do Sul (UFMS) e pós-graduado em Ciência Política pela Universidade de Brasília (UnB). Em 1983, casou-se com Mariene de Abreu Fagundes, com quem tem dois filhos: João Antônio Fagundes e Diógenes de Abreu Fagundes.
É o caçula dos sete filhos dos retirantes nordestinos João Antônio Fagundes e Minervina Pereira Fagundes. Seu pai, conhecido como João Baiano, percorreu cerca de dois mil quilômetros a pé da Bahia ao Mato Grosso, onde estabeleceu morada na zona rural de Poxoréu (MT). Lá, João trabalhou como vaqueiro e casou-se com Minervina. O casal se mudou para Rondonópolis e estabeleceu um pequeno comércio.
Wellington cursou o ensino básico em Rondonópolis, nas escolas Sagrado Coração de Jesus e La Salle. Desde menino, Fagundes se interessou por política devido à influência do pai, João Baiano – um líder, embora não tenha participado diretamente da política. Baiano reunia a população local em casa para discutir as necessidades do município e do Estado. Wellington gostava de participar.
Na década de 1970, cursou o ensino médio na Escola Agrotécnica de São Vicente – município de Cuiabá (MT). Durante o curso na Faculdade de Medicina Veterinária em Campo Grande (MS), participou do movimento estudantil. Em 1980, Wellington graduou-se e retornou a Rondonópolis para abrir um comércio no setor de agropecuária.

## Carreira política
O então comerciante ingressou na política de classe como presidente da Associação Comercial Industrial de Rondonópolis por dois mandatos, 1983 a 1986. Em 1987, assumiu a Secretaria Municipal de Planejamento de Rondonópolis, na gestão de Hermínio J. Barreto. Em 1990, concorreu a uma cadeira na Câmara dos Deputados e foi eleito. Foi reeleito em 1994, 1998, 2002, 2006 e 2010, sendo nessa última o parlamentar mais votado de Mato Grosso, com 145 460 mil votos.
Em seus 24 anos como deputado federal (seis mandatos consecutivos), Wellington Fagundes foi vice-líder do bloco PSDB/PTB em 2001. Em 2004 foi também vice-líder, agora do bloco PL/PSL. Em 2012 foi vice-líder do bloco PR/PTdoB/PRP/PHS/PTC/PSL/PRTB. Desde 2009 ocupa
a presidência regional do Partido da República em Mato Grosso. É titular da comissão de Viação e Transportes; da comissão destinada a trabalhar pelo projeto que obriga o Poder Executivo a elaborar e cumprir plano de metas; da comissão que acompanha os desdobramentos da grave situação vivenciada na reserva Suiá-Missú; e também é titular na representação brasileira no Parlamento do Mercosul.
No pleito de 2014, Wellington Fagundes foi eleito Senador da República, com 646.344 votos.
Como senador, Wellington Fagundes foi vice-líder do Governo e líder do Partido da República. Foi também presidente da Comissão Senado do Futuro - CSF - e é atual coordenador da Frente Parlamentar de Logística de Transportes e Armazenagem (Frenlog). Em 2016 foi o relator da Lei de Diretrizes Orçamentárias (LDO), que orientou a elaboração do Orçamento da União, com atuação destacada na busca pela elaboração de um Orçamento realista e voltado a otimização dos recursos públicos.
Em dezembro de 2016, votou a favor da PEC do Teto dos Gastos Públicos. Em julho de 2017 votou a favor da reforma trabalhista.
Em outubro de 2017 votou a favor da manutenção do mandato do senador Aécio Neves derrubando decisão da Primeira Turma do Supremo Tribunal Federal no processo onde ele é acusado de corrupção e obstrução da justiça por solicitar dois milhões de reais ao empresário Joesley Batista.
Em 2018 foi candidato a governador de Mato Grosso pelo PR, mas foi derrotado por Mauro Mendes do DEM.
Em junho de 2019, votou contra o Decreto das Armas do governo, que flexibilizava porte e posse para o cidadão.
Em 2022, foi novamente candidato ao Senado de Mato Grosso, pelo PL, sendo reeleito com 63,54% dos votos válidos.

## Desempenho em Eleições
| Ano  | Eleição                 | Partido | Cargo            | Votos   | %           | Resultado  | Ref    |
| ---- | ----------------------- | ------- | ---------------- | ------- | ----------- | ---------- | ------ |
| 1990 | Estadual do Mato Grosso | PL      | Deputado Federal | 22.595  | n/a         | Eleito     | [ 11 ] |
| 1994 | Estadual do Mato Grosso | PL      | Deputado Federal | 30.023  | 5,75%       | Eleito     | [ 11 ] |
| 1998 | Estadual do Mato Grosso | PL      | Deputado Federal | 81.625  | 9,94%       | Eleito     | [ 11 ] |
| 2002 | Estadual do Mato Grosso | PL      | Deputado Federal | 114.098 | 8,98%       | Eleito     | [ 12 ] |
| 2006 | Estadual do Mato Grosso | PL      | Deputado Federal | 78.215  | 5,45%       | Eleito     | [ 13 ] |
| 2010 | Estadual do Mato Grosso | PR      | Deputado Federal | 145.460 | 10,22%      | Eleito     | [ 14 ] |
| 2014 | Estadual do Mato Grosso | PR      | Senador          | 646.344 | 48,19% (1º) | Eleito     | [ 4 ]  |
| 2018 | Estadual do Mato Grosso | PR      | Governador       | 280.055 | 19,56% (2º) | Não Eleito | [ 15 ] |
| 2022 | Estadual do Mato Grosso | PL      | Senador          | 825.229 | 63,54% (1º) | Eleito     | [ 10 ] |